# Саламандра (фильм, 1971)
Саламандра (фр. La Salamandre) — фильм режиссёра Алена Таннера, вышедший в прокат 27 октября 1971.

## Сюжет
Второй игровой фильм Таннера, первый большой международный успех швейцарского кинематографа и одна из наиболее известных ролей Бюль Ожье.
Конец октября где-то на западе Швейцарии, близ французской границы. Нуждающийся в средствах журналист Пьер соглашается написать телевизионный сценарий по мотивам недавней уголовной истории о некоей Роземонде, обвиненной в попытке застрелить своего дядю из армейской винтовки (которая имеется у каждого военнообязанного швейцарца). Поскольку свидетелей не было, и на процессе было её слово против дядиного, девушку оправдали за отсутствием улик. Так как Пьеру одновременно нужно подготовить к публикации три статьи о Бразилии, он приглашает соавтором писателя Поля, также сидящего без денег и подрабатывающего маляром.
Приятели договариваются, что Поль будет сочинять сюжет, а Пьер займется журналистским расследованием, чтобы добыть нужную информацию. При этом Поль категорически возражает против знакомства с самой девушкой и не желает ничего о ней знать, чтобы соприкосновение с реальностью не разрушило придуманный им образ. Вместе с тем при создании вымышленной героини он местами проявляет удивительную проницательность, довольно точно воспроизводя реальные детали биографии Роземонды.
Знакомство с Роземондой сводит на нет все планы. Девушка представляет собой ускользающую натуру, которая желает жить свободной и всегда оставаться самой собой, проходит по жизни, ни к чему не привязываясь и ничего за собой не оставляя, одну за другой меняет работы, поскольку не выносит монотонности ручного труда на фабрике и рутины обслуживания клиентов в обувном магазине; претендовать же на более приличное место (например, стюардессы) не позволяет отсутствие образования. Седьмой ребенок в семье из 11 детей, она была направлена в город к дяде, у которого проживала на положении служанки. В 17 лет она родила внебрачного ребенка, которого взяла на воспитание её мать.
Пьер и Поль, добившиеся чуть большего успеха, чем Роземонда, но остающиеся маргиналами и аутсайдерами, открыто презирающими буржуазное общество и капитализм («кто работает честно — зарабатывает мало»), с пониманием относятся к её жизненной позиции.
Устав работать в колбасном цеху, Роземонда вместо кишки демонстративно выпускает колбасную массу в презерватив, бросает работу и заявляется к Пьеру, располагаясь в его постели. При этом между девушкой и журналистом, сидящим над статьей, происходит примечательный диалог.
После знакомства с Роземондой Поль оказывается выбит из колеи и больше не может писать. Жене он между делом сообщает, что познакомился у Пьера с девушкой по имени Зое, и переспал с ней, вероятно, потому, что её зовут Зое («Жизнь»), а также из-за Роземонды. Жене это не очень интересно, она объясняет Полю, что тот просто-напросто стареет, а жизнь становится все менее простой, и зачитывает ему длинную цитату из Гейне.
Для выяснения подробностей жизни Роземонды все трое отправляются в деревню, где живёт семья девушки. В горной долине уже наступила зима, деньги у приятелей подошли к концу, аванс истрачен, и ничего не написано. Пьер и Поль бродят по снежному лесу, проклиная капитализм.
Раздумывая над природой Роземонды, Поль записывает в блокноте:

Саламандра — это маленькое красивое животное из семейства ящериц. Она черной окраски, с желто-оранжевыми пятнами. Саламандра ядовита, она не боится огня и может пройти через пламя, не обжигаясь.
Роземонда устраивается на работу в обувной магазин. Вскоре её приятель Роже ночью выкрадывает из её кармана ключ и обчищает кассу, а на девушку, которая часто не в ладах с законом, снова падает подозрение. Пьер и Поль допытываются правды, и Роземонда признается, что стреляла в дядю, поскольку больше не могла выносить тиранию старика. Она спрашивает у Поля, считает ли тот её виновной, и писатель отвечает, что не её вина в том, что в момент ярости в руках оказался карабин (должно же оружие приносить пользу, раз висит на стене), но хорошо, что пуля попала в плечо, а не в грудь. Заодно он объясняет девушке, удивляющейся, почему весь мир ненавидит её стремление к независимости и пытается её подчинить, что она должна научиться распознавать своих врагов.
Пьер и Поль решают бросить телевизионный проект, так как не могут создать правдоподобный образ героини. Возмещение издержек Пьер берет на себя (у него нет ни гроша, поэтому одним долгом больше или меньше — не имеет значения) и собирается перебраться в Париж, а Поль за пять дней до Рождества возвращается в бригаду маляров.
Работа сводит Роземонду с ума, она ведет себя провокационно, начиная поглаживать ноги клиентов во время примерки обуви, и со скандалом покидает магазин в тот же день 20 декабря. Выйдя на улицу со счастливой улыбкой, она проходит сквозь мрачную толпу прохожих. Праздники «угрожающе нависают на горизонте» (menaçantes à l’horizon), и массы обывателей в шизофреническом порыве готовятся штурмовать магазины со скидками. Последняя сцена эффектно решена в стилистике, близкой к эстетике видеоклипа, под звуки финала симфонической рок-композиции Патрика Мораса La Salamandre.

## В ролях
- Бюль Ожье — Роземонда
- Жан-Люк Бидо — Пьер
- Жак Дени — Поль
- Вероник Ален — Сюзанна
- Даниель Штуффель — патрон обувного магазина
- Марблен Жекье — жена Поля
- Марсель Видаль — дядя Роземонды
- Доминик Каттон — Роже
- Виолетт Флёри — мать патрона обувного магазина
- Миста Прешак — мать Роземонды
- Пьер Уокер — инспектор гражданской обороны
- Жанин Кристоф — Катрин, приятельница Пьера
- Гийом Шеневьер — инспектор полиции
- Клодин Бертье — Зое, машинистка
- Мишель Виала — бригадир маляров
- Жан-Кристоф Малан — фабричный мастер
- Тамара Акоста — женщина

## О фильме
Французские критики обычно рассматривают фильм как швейцарский отголосок парижского мая 1968 и продолжение традиции Новой волны, схлынувшей к началу 70-х годов во Франции, но разошедшейся кругами по загранице. В этом мнении есть доля снобизма и высокомерной снисходительности культурной столицы к отсталой провинции, при том, что Таннер не отрицает своей связи с Новой волной. Один из эпизодов в обувном магазине является прямой отсылкой к «Украденным поцелуям» Трюффо, и американские прокатчики использовали кадр из этой сцены для рекламного постера.
Роджер Эберт, не увидевший в этой картине ничего интересного, кроме вариации сюжета «Жюля и Джима», предложил переименовать фильм в «Улитку» (L’Escargo) и приправить «маслицем и чесночком». Во Франции лента, хотя и считается классикой, также имеет репутацию интеллектуально-занудной (intelli-chiant; социальные рассуждения героев весьма напоминают коммунистическое брюзжание фильмов Годара периода увлечения маоизмом), против чего активно возражает Ксавье Жаме из DVD-Classik. По его мнению:

Насмешливая и игривая политическая листовка, Саламандра — это произведение искусства канатоходца, грустно веселое, радостно грустное, о трех очаровательных швейцарских фриках, «которые пытаются сохранить жизненно необходимую им независимость, нравственную цельность в рамках общества, которое они критикуют и которое им враждебно» (Жак Лурсель). Непрерывно балансируя между бурлескной анархией (уморительная сцена с колбасным аппаратом, неуместные вмешательства представителей власти…) и городской сплин (прекрасный закадровый комментарий в финале), фильм до самого конца производит сильное впечатление. В свое время он имел успех, непредставимый в наши дни, собрав в залах четверть населения Лозанны, и ещё миллион зрителей по всему миру.— Xavier Jamet
Юмористические сценки в фильме, подчеркивающие маргинальность Пьера и Поля, Эберт полагает не относящимися к действию.
Винсент Кенби о картине более высокого мнения. Признавая стилистическое сходство с «Жюлем и Джимом», а также с ранним Годаром («Жить своей жизнью», «Посторонний»), нью-йоркский критик считает, что Таннер, делая свой жесткий и смешной фильм, имел в виду работы мастеров, не подражая им, и создал совершенно оригинальное произведение.
Мифологему саламандры, без последствий проходящей сквозь огонь, он также воспринимает серьезно, ибо она является ключом к пониманию природы главной героини.
Жак Лурсель, на которого ссылается Ксавье Жаме, резюмирует содержание картины следующим образом:

Роземонда и её душевное смятение — словно зеркало шизофренических тенденций общества, в котором она живёт. С ней не все в порядке — но не все ладно и в мире. Друзья (в особенности Поль) пытаются донести до неё эту мысль, а заодно и сами стараются лучше её понять. Поочередно черпая средства из арсенала комедии, авангардистского скетча, психологического и социального анализа, лирически-философских размышлений, «cinéma verité», этот фильм-расследование постоянно балансирует на грани пропасти. Его поэзия в итоге приобретает политическую направленность, поскольку ностальгирует по гармоничному обществу, чье появление так далеко, что когда-нибудь мир, возможно, умрет, так его и не дождавшись.— Лурселль Ж. Авторская энциклопедия фильмов. Т. II, с. 503. — СПб.-М.: Rosebud Publishing, 2009. — ISBN 978-5-904175-02-3
Картина имела большой успех у публики: 50 000 зрителей только в Женеве и Лозанне, 200 000 в Париже, и более миллиона в мире, чему способствовал показ фильма на Каннском кинофестивале 1971 года. Фильм удостоился специального упоминания на фестивале в Берлине (Приз Международной Католической организации в области кино (OCIC).
Для Таннера этот успех стал неожиданным, поскольку режиссёр не считал картину удачной и снова посмотрел её только спустя тридцать лет.
Сценарий и диалоги были опубликованы в № 125 журнала L’Avant-Scène в 1972 году. Лента была отреставрирована в 1996—1999 компанией Memoriav с помощью лаборатории Schwartz-Film. Ремастерированный саундтрек, записанный Патриком Моразом и рок-группой Mainhorse, издан в 2013 году.
В 2015 году лента была показана на Локарнском кинофестивале, где Бюль Ожье получила Золотого леопарда за карьеру.

## Комментарии
1. ↑  Пьер: Уже темно (Fini noir)

Роземонда: Я остаюсь (Je reste)

Пьер: Ну, оставайтесь… (Eh, restez…)

Роземонда: Я сплю здесь (Je dors ici)

Пьер: Ну, спите здесь (Eh, dormez ici)

Роземонда: Я сплю в вашей постели (Je couche dans votre lit)

Пауза

Роземонда (утвердительно): Я остаюсь, я сплю здесь, я сплю в вашей постели, я сплю с вами (Je reste, je dors ici, je dors dans votre lit, je couche avec vous)

Пауза. Пьер смотрит с задумчивым любопытством

Роземонда (окончательно): Я остаюсь, я сплю здесь, я сплю в вашей постели, я сплю с тобой (Je reste, je dors ici, je dors dans votre lit, je couche avec toi)
2. ↑  Более вероятно, что он вступил в связь не с Зое, машинисткой, перепечатывающей статьи Пьера, а именно с Роземондой
3. ↑  "Будет прекрасный день!" — крикнул мой спутник из кареты. Да, будет прекрасный день, тихо повторило мое благоговейное сердце и задрожало от тоски и радости. Да, будет прекрасный день, солнце свободы согреет землю лучше, чем вся аристократия звезд; расцветет новое поколение, зачатое в свободном любовном объятии, не на ложе принуждения и не под присмотром духовных мытарей; свободно рожденные люди принесут с собою свободные мысли и чувства, о которых мы, прирожденные рабы, не имеем и понятия. О! Те люди совершенно так же не будут понимать, как ужасна была ночь, во мраке которой нам пришлось жить, как страшна была наша борьба с безобразными призраками, мрачными совами и ханжествующими грешниками! (Путешествие от Мюнхена до Генуи. XXXI, пер. В. Зорегнфрея)
4. ↑  Перед тем, как издохнуть, капитализм, со своей фундаментальной извращенностью и бюрократией, в своем тупом догматизме, натворит еще немало зла в мире (…) …при поддержке молчаливого большинства, — произносит Пьер
5. ↑  Чтобы развеяться от утомительного сочинительства, приятели разыгрывают сценку в трамвае: Поль изображает «турка», барабанящего по чемодану и горланящего какую-то ахинею, а Пьер с возмущенным видом требует от прочих пассажиров вмешаться и прекратить это безобразие, «а то скоро в транспорте негры начнут отплясывать»
6. ↑  Как родственница саламандры аксолотль служит для определения характера и положения в мире механика Пауля из фильма 1983 года «В белом городе»